# Punto de Misiurewicz

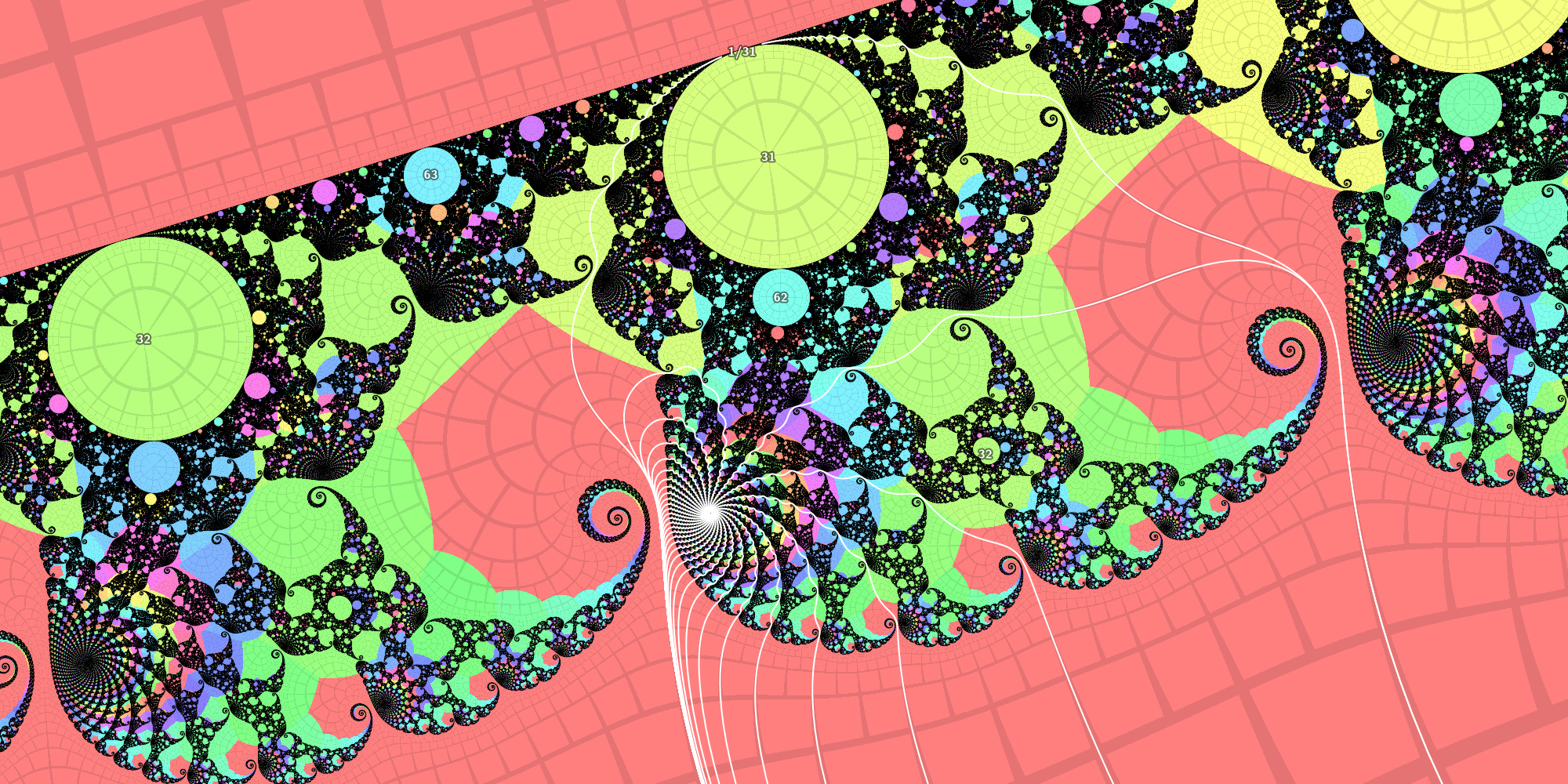
Punto de Misiurewicz principal de la estela 1/31

En matemáticas, un punto de Misiurewicz es un parámetro en el conjunto de Mandelbrot (el espacio de parámetros de los polinomios cuadráticos) para el que el punto crítico es estrictamente preperiódico (es decir, se vuelve periódico después de un número finito de iteraciones pero no es periódico en sí mismo). Por analogía, el término punto de Misiurewicz también se usa para parámetros en un conjunto multibrot en el que el punto crítico único es estrictamente preperiódico.
Este término tiene menos sentido para aplicaciones de mayor generalidad que tienen más de un punto crítico (libre) porque algunos puntos críticos pueden ser periódicos y otros no.

## Notación matemática
Un parámetro {\displaystyle c} es un punto de Misiurewicz {\displaystyle M_{k,n}} si satisface las ecuaciones
{\displaystyle f_{c}^{(k)}(z_{cr})=f_{c}^{(k+n)}(z_{cr})}
y
{\displaystyle f_{c}^{(k-1)}(z_{cr})\neq f_{c}^{(k+n-1)}(z_{cr})}
Entonces:
{\displaystyle M_{k,n}=c:f_{c}^{(k)}(z_{cr})=f_{c}^{(k+n)}(z_{cr})}
donde:
- {\displaystyle z_{cr}} es un punto crítico de {\displaystyle f_{c}},
- {\displaystyle k} y {\displaystyle n} son números enteros positivos,
- {\displaystyle f_{c}^{(k)}} denota la {\displaystyle k}-ésima iteración de {\displaystyle f_{c}}.

## Denominación
Los puntos de Misiurewicz llevan el nombre del matemático polaco-estadounidense Michał Misiurewicz.
El término "punto de Misiurewicz" se usa de manera ambigua: Misiurewicz originalmente investigó aplicaciones en las que todos los puntos críticos eran no recurrentes (es decir, existe un entorno de cada punto crítico que no es visitado por la órbita de este punto crítico), significado que está firmemente establecido en el contexto de la dinámica de aplicaciones de intervalos iterados. El caso de que para un polinomio cuadrático el punto crítico único sea estrictamente preperiódico es solo un caso muy especial. En este sentido restringido, el término se utiliza en dinámicas complejas; una denominación más apropiada sería puntos de Misiurewicz-Thurston (en referencia a William Thurston, que investigó las aplicaciones racionales poscríticamente finitas).

## Aplicaciones cuadráticas
Un polinomio cuadrático complejo tiene solo un punto crítico. Mediante una conjugación adecuada, cualquier polinomio cuadrático se puede transformar en una aplicación de la forma {\displaystyle P_{c}(z)=z^{2}+c} que tiene un único punto crítico en {\displaystyle z=0}. Los puntos de Misiurewicz de esta familia de aplicaciones son raíces de las ecuaciones
{\displaystyle P_{c}^{(k)}(0)=P_{c}^{(k+n)}(0)},
(sujeto a la condición de que el punto crítico no sea periódico), donde :
- k es el preperíodo
- n es el período
- {\displaystyle P_{c}^{(n)}=P_{c}(P_{c}^{(n-1)})} denota la composición de n-capas de {\displaystyle P_{c}(z)=z^{2}+c} sobre sí mismo, es decir, la nésima iteración de {\displaystyle P_{c}}.

Por ejemplo, los puntos de Misiurewicz con k = 2 y n = 1, denotados por M2,1, son raíces de
{\displaystyle P_{c}^{(2)}(0)=P_{c}^{(3)}(0)}
{\displaystyle \Rightarrow c^{2}+c=(c^{2}+c)^{2}+c}
{\displaystyle \Rightarrow c^{4}+2c^{3}=0}.
La raíz c = 0 no es un punto de Misiurewicz porque el punto crítico es un punto fijo cuando c = 0, por lo que es periódico en lugar de preperiódico. Esto deja un único punto de Misiurewicz M2,1 en c = −2.

### Propiedades de los puntos de Misiurewicz de aplicaciones cuadráticas complejas
Los puntos de Misiurewicz pertenecen a la frontera del conjunto de Mandelbrot. Los puntos de Misiurewicz son densos en el límite del conjunto de Mandelbrot.
Si {\displaystyle c} es un punto de Misiurewicz, entonces el conjunto de Julia lleno asociado es igual al conjunto de Julia, y significa que el conjunto de Julia lleno no tiene interior.
Si {\displaystyle c} es un punto de Misiurewicz, entonces en el correspondiente conjunto de Julia todos los ciclos periódicos son repelentes (en particular, el ciclo en el que cae la órbita crítica).
El conjunto de Mandelbrot y el conjunto de Julia {\displaystyle J_{c}} son local y asintóticamente autosimilares alrededor de los puntos de Misiurewicz.

#### Tipos
Los puntos de Misiurewicz se pueden clasificar de acuerdo con la cantidad de rayos externos que inciden sobre ellos, es decir, los puntos donde se encuentran las ramas:
- Puntos de ramificación, que desconectan el conjunto de Mandelbrot, con 3 o más argumentos externos (o ángulos)
- Puntos sin ramificaciones, con exactamente 2 argumentos externos (puntos de arcos dentro del conjunto de Mandelbrot) que son menos llamativos y no se encuentran fácilmente en las imágenes
- Puntos finales, con 1 argumento externo (puntas de rama).

Según el teorema de ramificación del conjunto de Mandelbrot, todos los puntos de ramificación del conjunto de Mandelbrot son puntos de Misiurewicz. Además, en un sentido combinatorio, los componentes hiperbólicos están representados por sus centros.
La mayoría de los parámetros de Misiurewicz en el conjunto de Mandelbrot parecen "centros de espirales". La explicación de este hecho es que en un parámetro de Misiurewicz, el valor crítico salta a un ciclo periódico repelente después de un número finito de iteraciones. En cada punto durante el ciclo, el conjunto de Julia es asintóticamente auto-similar por una  multiplicación compleja por la derivada de este ciclo. Si la derivada no es real, esto implica que el conjunto de Julia cerca del ciclo periódico tiene una estructura en espiral. Por lo tanto, una estructura espiral similar se localiza en el conjunto de Julia cerca del valor crítico y, según el teorema de Tan Lei, también en el conjunto de Mandelbrot cerca de cualquier parámetro de Misiurewicz para el cual la órbita repelente tiene un multiplicador no real. Dependiendo del valor de este multiplicador, la forma de la espiral puede parecer más o menos pronunciada. El número de brazos en la espiral es igual al número de ramas en el parámetro Misiurewicz, y esto es igual al número de ramas en el valor crítico en el conjunto de Julia. Incluso el punto principal de Misiurewicz en la rama 1/3, al final de los rayos del parámetro en los ángulos 9/56, 11/56 y 15/56, resulta ser asintóticamente una espiral, con infinitas vueltas, aunque esto es difícil de ver sin aumento.

#### Argumentos externos
Los argumentos externos de los puntos de Misiurewicz, medidos en vueltas, son:
- Número racional
- Fracción propia con denominador par
  - Racionales diádicos con denominador {\displaystyle =2^{b}} y período de expansión finito (decimal periódico finito), como :

{\displaystyle {\frac {1}{2}}_{10}=0.5_{10}=0.1_{2}}
  - Fracción con denominador {\displaystyle =a*2^{b}} y decimales repetidos como:

{\displaystyle {\frac {1}{6}}_{10}={\frac {1}{2*3}}_{10}=0,16666..._{10}=0.0(01)..._{2}}.[7]

donde: a y b son números enteros positivos y b es impar, el número del subíndice muestra la base del sistema de numeración.

### Ejemplos de puntos de Misiurewicz de aplicaciones cuadráticas complejas

#### Puntos finales
Punto {\displaystyle c=M_{2,2}=i}:
- Es una punta del filamento[8]

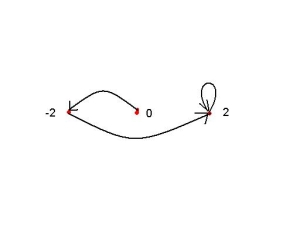
Órbita del punto crítico under

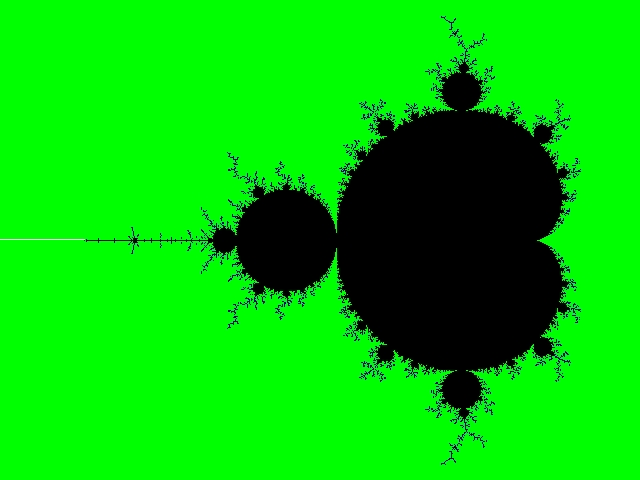

- Punto de incidencia del rayo externo para el ángulo = 1/6
- Sus órbitas críticas son {\displaystyle \{0,i,i-1,-i,i-1,-i...\}}[9]

Punto {\displaystyle c=M_{2,1}=-2}
- Es el punto final de la antena principal de Mandelbrot set[10]
- Es el punto de incidencia de un solo rayo externo (rayo de parámetro) de ángulo 1/2
- Su órbita crítica:
  - Es {\displaystyle \{0,-2,2,2,2,...\}}[9]
  - Secuencia simbólica = C L R R R ...
  - El preperíodo es 2 y el período 1

#### Puntos de ramificación
Punto {\displaystyle c=-0.10109636384562...+0.95628651080914...*i=M_{4,1}}:

Zoom alrededor del punto principal de Misiurewicz para períodos de 2 a 1024

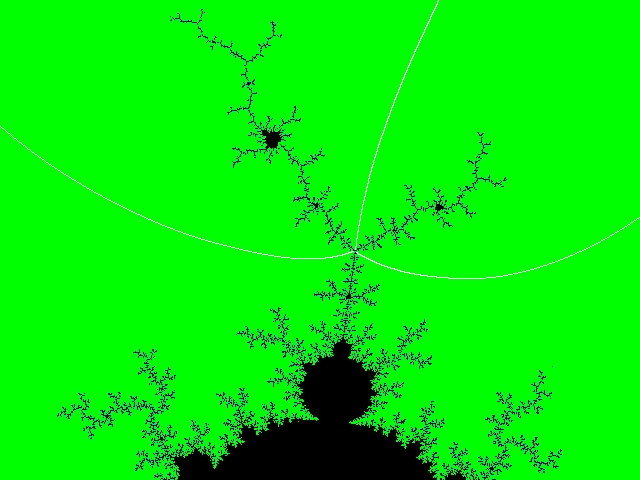

- Es un punto principal de Misiurewicz del terminador 1/3
- Tiene 3 rayos externos: 9/56, 11/56 y 15/56.

#### Otros puntos

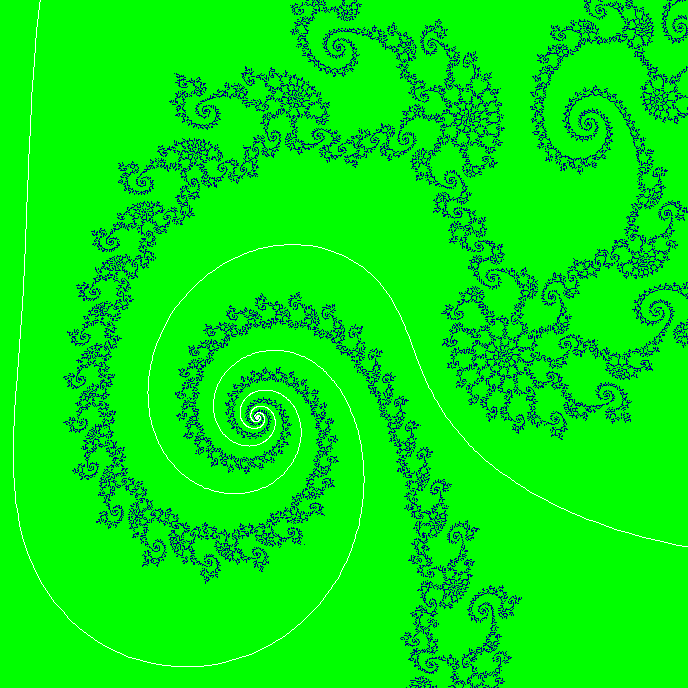

Estos son puntos no son de ramificación ni finales. El punto {\displaystyle c=-0.77568377+0.13646737*i} está cerca de un punto {\displaystyle M_{23,2}} de Misiurewicz. Es:
- Un centro de una espiral de dos brazos
- Un punto de incidencia de 2 rayos externos con ángulos: {\displaystyle {\frac {8388611}{25165824}}} y {\displaystyle {\frac {8388613}{25165824}}} donde el denominador es {\displaystyle 3*2^{23}}
- Un punto preperiódico con preperíodo {\displaystyle k=23} y período {\displaystyle n=2}

El punto {\displaystyle c=-1.54368901269109} está cerca de un punto {\displaystyle M_{3,1}} de Misiurewicz,
- Es el punto de incidencia de un par de rayos: {\displaystyle {\frac {5}{12}}}, {\displaystyle {\frac {7}{12}}}
- Tiene preperíodo {\displaystyle k=3} y período {\displaystyle n=1}

## Lecturas relacionadas
- Michał Misiurewicz (1981), "Medidas absolutamente continuas para ciertos mapas de un intervalo". Publicaciones Mathématiques de l'IHÉS, 53 (1981), p. 17-51